# Александра Бурсаћ
Александра Бурсаћ (Београд, 26. октобар 1988) српска је певачица. Истакла се по учешћу у другој и четвртој сезони певачког такмичења Звезде Гранда.

## Биографија
Рођена је 26. октобра 1988. године у Београду. Одрасла је с мајком Душицом и млађом сестром Милицом у насељу Земун. Остала је рано без оца, који је страдао у „Олуји”. Отац јој је био из села Плавна покрај Книна.

### Образовање и музичка каријера
Основну школу је завршила у Земуну, похађајући упоредо и основну музичку школу (виолина). Као мала желела је да научи свирати клавир или гитару. Уписала је средњу Правно-биротехничку школу „Димитрије Давидовић”. Дипломирала је на приватном београдском факултету Универзитет Џон Незбит.
Музику је заволела као мала, захваљујући мајци. Певала је у хору „Колибри”. Прве праве почетке имала је са 16 година, када је наступила у земунском локалу мењајући певачицу и другарицу Марину Висковић; овде је наставила да пева наредне три године. На наступу на сплаву приметио је сарадник Саше Поповића — музичар Жика Јакшић из Гранда, који јој је предложио да се пријави на такмичење Звезде Гранда. То је и урадила, 2005. године; није прошла у топ 12 и није добила своју песму. Године 2008, пријавила се поново; није наступила у великом финалу у Београдској арени, али је пласиравши се међу најбољих 12 добила прву професионалну песму (Падале су кише).
На компилацији хитова је отпевала песму Иванова корита од Мериме Његомир, те тако стекла још већу популарност показавши таленат. Потом се пријавила за трећи Аксал фестивал, песмом Кад ми каже; песма је постала популарна.
Од 2012. године објављује следеће песме: Мала, мала, Јабука, Сломљена од бола, Добри момци не постоје, Прва лига, Сузе кукавице (са Ди-џеј Еркеом и Е Ваном), Што те нема љубави (дует с Милошем Бркићем), Гром, Чини ми се да сам се заљубила (у споту Милан Динчић, Љубомир Перућица и др Нада Мацура), Радим против себе и Манастир (са Мирком Плавшићем).

### Остало
Учествовала је у шоу-програму Први кувар Србије, емисији која се приказивала на Пинку године 2012.

## Приватни живот
Пред наступ на Аксал фестивалу, објављено је да је Бурсаћеву претукао момак Дарко Недељковић — што је она демантовала; с Недељковићем је раскинула 2010. године. Била је у вези и верена са Борисом Мартиновићем (од 2011). Године 2017. била је у вези са колегом-сарадником Милошем Бркићем — с којим има дует Што те нема љубави. Такође је била у вези са спортистом Зораном Угљешићем, с којим је живела у Земуну — у дому који дели с мајком, сестром и очухом Владом.
Најбоља другарица јој је Марина Висковић (још из средње школе), а музички узор Цеца. Саша Поповић јој је помогао што се тиче професионалних почетака.
Има кућне љубимце зечеве Шапицу и Њушкицу. Између осталих, има акрофобију и хидрофобију (таласофобија).

## Дискографија

### Синглови
- Падале су кише (2011)
- Издајица (2011)
- Иванова корита (2012)
- Кад ми каже (2012)
- Мала, мала (2012)
- Јабука (2012)
- Сломљена од бола (2012)
- Добри момци не постоје (2013)
- Прва лига (2014)
- Сузе кукавице (с Ди-џеј Еркеом и Е Ваном, 2014)
- О теби (2015)
- Лек за бољи живот (с Ди-џеј Ес-Ен-Есом и Ди-џеј Еркеом, 2015)
- Што те нема љубави (с Mилошем Бркићем , 2015)
- Гром (2017)
- Знаш да волим те (с Вањом Лакатошем, 2017)
- Чини ми се да сам се заљубила (2018)
- Радим против себе (2019)
- Манастир (2019)
- Вене (2020)
- Ципеле (са Емиром Ђуловићем) (2020)
- Опа опа бато (2023)
- Бани (2024) са Стеваном Секулићем

### Спотови
| Спот                          | Година | Режисер                           |
| ----------------------------- | ------ | --------------------------------- |
| Сузе кукавице                 | 2014.  | Бојан Андрејек                    |
| Лек за бољи живот             | 2015.  | Бојан Андрејек                    |
| Гром                          | 2016.  | Smoke Production                  |
| Знаш да волим те              | 2017.  | Амар Гегић                        |
| Чини ми се да сам се заљубила | 2018.  | Royal Films                       |
| Радим против себе             | 2019.  | Royal Films                       |
| Манастир                      | 2019.  | TOXIC ENTERTAINMENT               |
| Вене                          | 2020.  | Дејан Милићевић                   |
| Циганка                       | 2021.  | Јован Пеурача и Милош Митровић    |
| Ципеле                        | 2022.  | Горан Матијевић                   |
| Знао сам,знала сам            | 2022.  | Горан Матијевић                   |
| Клела                         | 2023.  | Лука Јаковљевић,Петар Кастратовић |
| Опа опа бато                  | 2023.  | Дејан Милићевић                   |
| Бани                          | 2024.  | Дане Лечић                        |